# 37e régiment d'infanterie légère
Pour les articles homonymes, voir 37e régiment.
Le 37e régiment d'infanterie légère (37e léger) est un régiment d'infanterie légère de l'armée française créé sous le Premier Empire.

## Création et différentes dénominations
- 7 février 1812 : Création du 37e régiment d'infanterie légère
- 12 mai 1814 : Le 37e régiment d'infanterie légère est licencié.

## Colonels/Chef de brigade.
- 1813 : colonel Louis Marion Jacquet[1], blessé le 16 octobre 1813 à la bataille de Leipzig[2]
- 1814 : colonel Jean Antoine Gheneser[3],[4],[5],[6],[7]

## Historique des garnisons, combats et batailles

### Guerres de l'Empire
Le 7 février 1812, le 37e régiment d'infanterie légère est créé avec des détachements provenant du fond des compagnies de réserve.
Rattaché au 6e corps de la Grande Armée il fait la Campagne d'Allemagne en 1813 et combat aux batailles de Lützen, de Bautzen, de Dresde, de Leipzig, ou il perd son colonel blessé, puis à la bataille de Hanau.
En 1814, toujours rattaché au 6e corps de la Grande Armée, le régiment fait la campagne de France et se trouve aux combats de Saint-Avold et de Vassy puis aux batailles de La Rothière, de Brienne, de Mormant, de Champaubert, de Vauchamps (14 février 1814), de Reims, de Meaux et de Paris.

Le 12 mai 1814, après l'exil de Napoléon à l'île d'Elbe, par l'ordonnance du 12 mai 1814, signée du roi Louis XVIII et du baron de Vitrolles, secrétaire d'état provisoire, le 37e régiment d'infanterie légère est licencié. Conformément à l'article 5 de l'ordonnance du 12 mai 1814 :

Les 1er, 3e, 4e et 5e bataillons sont distribués, dans le 5e régiment d'infanterie légère qui prendra la dénomination de Régiment léger d'Angoulême.

Les 2e et 7e bataillons sont distribués dans le 9e régiment d'infanterie de ligne qui prendra la dénomination éphémère de régiment de Bourbon.

## Personnalités

### Louis Jacquet
Né le 19 septembre 1769 à Le Blanc dans le département de l'Indre, Louis Marion Jacquet, entre dans la carrière militaire en 1791, en tant que soldat puis 1er bataillon de volontaires de la Vienne. Attaché à l'armée de la Moselle de 1792 à 1795, il devient lieutenant dans une compagnie de sapeurs, en 1793, il est blessé à la bataille de Kaiserslautern. Muté à l'armée de Sambre-et-Meuse de 1795 à 1797 il est promu capitaine, en 1797, au 8e bataillon de sapeurs et rejoint l'armée d'Angleterre l'année suivante. Début 1800, il est muté à la 75e demi-brigade de deuxième formation avec laquelle il est rattaché à l'armée d'Italie puis à l'armée d'observation du Midi et à l'armée des côtes de l'Océan de 1803 à 1805 et à la Grande Armée de 1805 à 1807 avec son corps devenu 75e régiment d'infanterie de ligne en 1803.

Fait chevalier de la Légion d'honneur le 14 mars 1806, il participe, en 1807 à la campagne de Pologne, et est blessé au pied au combat de Hoff. Devenu, en 1808, chef de bataillon au 18e régiment d'infanterie de ligne, il participe avec l'armée d'Allemagne, en 1809, à la Campagne d'Allemagne et d'Autriche et est blessé à la main lors de la bataille d'Essling. En 1811 il est nommé major et rejoint le 58e régiment d'infanterie de ligne en 1812 avec lequel il combat en Espagne jusqu'au début de 1813 ou il est nommé colonel du 37e régiment d'infanterie légère, à la tête duquel il fait la campagne de Saxe et est nouveau blessé à l'épaule durant la bataille de Leipzig et est fait officier de la Légion d'honneur le 4 juin 1813.

Durant la première Restauration, il est nommé chevalier de l'ordre royal et militaire de Saint-Louis et est mis à la tête du 27e régiment d'infanterie de ligne. Durant les Cent-Jours il est à la tête du 14e régiment d'infanterie de ligne, en avril, puis du 52e régiment d'infanterie de ligne en mai.

Durant la campagne de 1815, rattaché au corps d'observation du Jura, il reprend aux Autrichiens, le 2 juillet, le village de Chèvremont.

Le 17 septembre 1815, il est mis en non-activité.

Il meurt à Le Blanc le 19 juillet 1820.
Décorations
- 1806 : chevalier de la Légion d'honneur
- 1813 : officier de la Légion d'honneur
- 1814 : chevalier de l'ordre royal et militaire de Saint-Louis

### Jean Gheneser
Né le 12 septembre 1766 à Riga en Russie, Jean Antoine Gheneser entre dans la carrière militaire en 1787, au service du Roi de France, dans le bataillon de chasseurs du régiment Royal-Italien. Il est nommé caporal en 1788, sergent, en 1790, au bataillon de chasseurs du Roussillon. En 1792, devenu sergent-major puis sous-lieutenant au 12e bataillon de chasseurs, il participe, de 1792 à 1795, à la guerre franco-autrichienne puis à la guerre de la Première Coalition à l'armée du Rhin avec lequel il se distingue particulièrement à la bataille de Kaiserslautern en 1793. Il devient lieutenant à la 12e demi-brigade légère de première formation en 1794 puis est nommé capitaine, sur le champ de bataille, en 1795. 

Incorporé à la 16e demi-brigade légère de deuxième formation il est rattaché à l'armée de Rhin-et-Moselle en 1796-1797 et est blessé au bras lors d'un engagement à Ingolstadt en 1796. Passé à l'armée d'Helvétie en 1797-1798, il est de nouveau blessé, à la rotule, devant Berne. Il est ensuite rattaché à l'armée d'Italie puis de Naples en 1798-1799. En 1799, il commande la garnison du fort de Serravalle, composée de 180 hommes, et est blessé, au pied, lors du siège par les troupes russes de Bagration. Il est ensuite rattaché à l'armée d'Italie en 1800-1801, au corps d'observation de la Gironde en 1801, à Belle-Île-en-Mer puis au camp de Brest. Le 14 juin 1804, il est fait chevalier de la Légion d'honneur. En 1805 et 1806-1807 il part en campagne avec le 16e régiment d'infanterie légère et se fait remarquer au passage de l'Ukra et à la bataille de Golymin ou il est une nouvelle fois blessé au pied.

Promu chef de bataillon, il est envoyé en Espagne en 1808 et est une nouvelle fois blessé à la main lors du soulèvement du Dos de Mayo ou il se distingue particulièrement. En 1809, il est de nouveau blessé au bras à la bataille de Talavera puis à la bataille d'Albuera en 1811. Le 6 août 1811, il est fait officier de la Légion d'honneur. Il se distingue, avec ses 800 soldats, à la bataille de Bornos (1811) ou il repousse plusieurs attaques de 7 500 soldats espagnols puis au siège de Tarifa (1812).

Nommé major en second, il rejoint la Grande Armée et participe à la Campagne d'Allemagne en tant que major au 32e régiment d'infanterie légère. Lors de la bataille de Dresde il est blessé 3 fois (à la tête et aux deux jambes) et est promu colonel du 32e léger puis du 37e régiment d'infanterie légère avec lequel il fait la campagne de France en 1814. Le 26 février 1814, il est fait commandeur de la Légion d'honneur.

Après l'exil de Napoléon à l'île d'Elbe, le 37e régiment d'infanterie légère est licencié, et le colonel Gheneser est versé dans un premier temps dans le 5e régiment d'infanterie légère qui prendra la dénomination de Régiment léger d'Angoulême puis dans un second temps au 20e régiment d'infanterie de ligne. Le 10 décembre 1814, il est fait chevalier de l'ordre royal et militaire de Saint-Louis

Durant les Cent-Jours, il est à la tête du 104e régiment d'infanterie de ligne, avec lequel il combat à Strasbourg.

Après l'exil de Napoléon Ier à Sainte-Hélène, et 9 blessures, il est mis, en 1816, en non-activité puis en retraite et obtient, par ordonnance du Roi, la nationalité Française le 25 septembre 1816. Il se retire en Alsace et meurt à Neuf-Brisach le 24 septembre 1851.

Sa tombe est toujours visible dans le cimetière communal de Neuf-Brisach.
Décorations
- 1804 : chevalier de la Légion d'honneur
- 1811 : officier de la Légion d'honneur
- 1814 : commandeur de la Légion d'honneur
- 1814 : chevalier de l'ordre royal et militaire de Saint-Louis

## Sources et bibliographie
- Histoire de l'armée et de tous les régiments, volume 4, par Adrien Pascal
- Nos 144 Régiments de Ligne par Émile Ferdinand Mugnot de Lyden
- Les liens externes cités ci-dessous

1. ↑  Louis Marion Jacquet dans le Dictionnaire des colonels de Napoléon Par Danielle Quintin
2. ↑  French Order-of-Battle at Leipzig: 16-18 October 1813
3. ↑  Biographie de Jean Antoine Gheneser sur empire.histofig.com
4. 1 2  Monuments napoléoniens en péril dans le Haut-Rhin (68)
5. ↑  Naturalisation de Jean Antoine Gheneser
6. ↑  Jean Antoine Gheneser sur le Centre Historique des Archives nationales
7. ↑  Jean Antoine Gheneser sur le Dictionnaire des colonels de Napoléon : Kronos no 22 Par Danielle Quintin, Bernard Quintin
8. ↑  Louis Marion Jacquet dans le dictionnaire des colonels de Napoléon Par Danielle Quintin page 443
9. ↑  Le 104e régiment d'infanterie de ligne qui avait pris le n°85 lors de la réorganisation des corps d'infanterie français par le roi Louis XVIII et qui reprend son numéro d'origine à la suite du décret du 25 avril 1815
10. ↑  Ordonnance de naturalisation de Jean Antoine Gheneser